# عمة (بوزي)
عمة (بالفارسية: عمه) هي منطقة سكنية تقع في إيران في قسم بوزي الريفي. يقدر عدد سكانها بـ 492 نسمة بحسب إحصاء 2016.